# Will Jansen
Will Jansen (5 juni 1949, Arnhem) is een Nederlands culinair journalist. Hij heeft meerdere werken op zijn naam staan en is tevens hoofdredacteur en uitgever van het tijdschrift Bouillon Magazine.

## Biografie

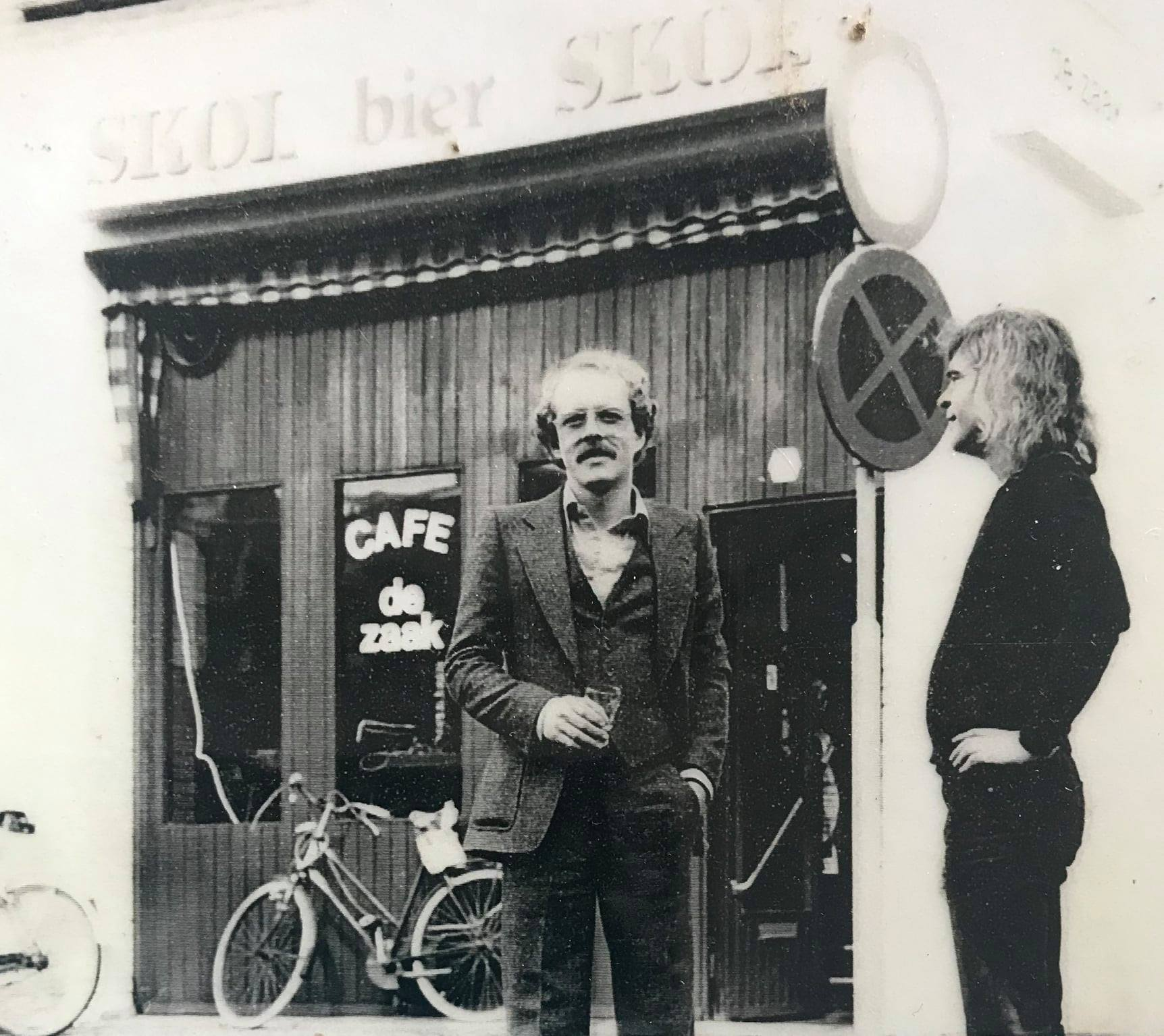
Café De Zaak, Utrecht, 1978

Na een vastgelopen studie Internationaal Politiek Rechtelijke Betrekkingen opende hij in februari 1978 café De Zaak in Utrecht en in 1982 kwam daar café Orloff bij op Het Wed. In 1984 moest hij Orloff van de hand doen en met De Zaakmoest hij eind jaren tachtig om gezondheidsredenen stoppen. Toen begon hij geleidelijk aan met schrijven zijn geld te verdienen als freelancer. Hij werkte van 2000 tot 2005 bij Horeca Journal en Misset Horeca en maakte naam met de zogenaamde culinaire stambomen, waarbij een bekende chef centraal stond en alle mensen die ooit bij die chef gewerkt hadden, gevraagd werden naar hun ervaring. Dit resulteerde in zijn eerste culinaire boek: De Patrons Cuisiniers. In 2003 begon hij cultureel gastronomisch magazine Bouillon. De eerste vier nummers samen met uitgeverij Kosmos en vervolgens samen met zijn vrouw Anka. In juni 2022 komt daar met de uitgave van nummer 75 een einde aan.
Het oeuvre van Will Jansen beslaat naast boeken over chefs en restaurants ook non-fictie over eten zoals De beste (en slechtste) producten in de supermarkt (2008), Wat zit er in uw eten? (2007) en De Supermarktleugen. In 2024 gaf Big Green Egg het boek Evergreens from around Europe uit met meer dan zestig gerechten uit Europese landen. Bij elk recept schreef Will Jansen een kort verhaal over de culinaire cultuur en de specifieke ingrediënten van dat land.
Naast zijn culinaire werk schreef Jansen ook nog fictie: Coke en Gladiolen en De Zelftemmer.
Sinds 2019 schrijft Will Jansen ook voor het online magazine De Nieuwe Utrechtse Krant (NUK).

## Onderscheidingen
- 2007 - Wine Professional Diamond Award (samen met Alain Caron)
- 2008 - toekenning Wina Born-prijs voor culinaire journalistiek[11][12]

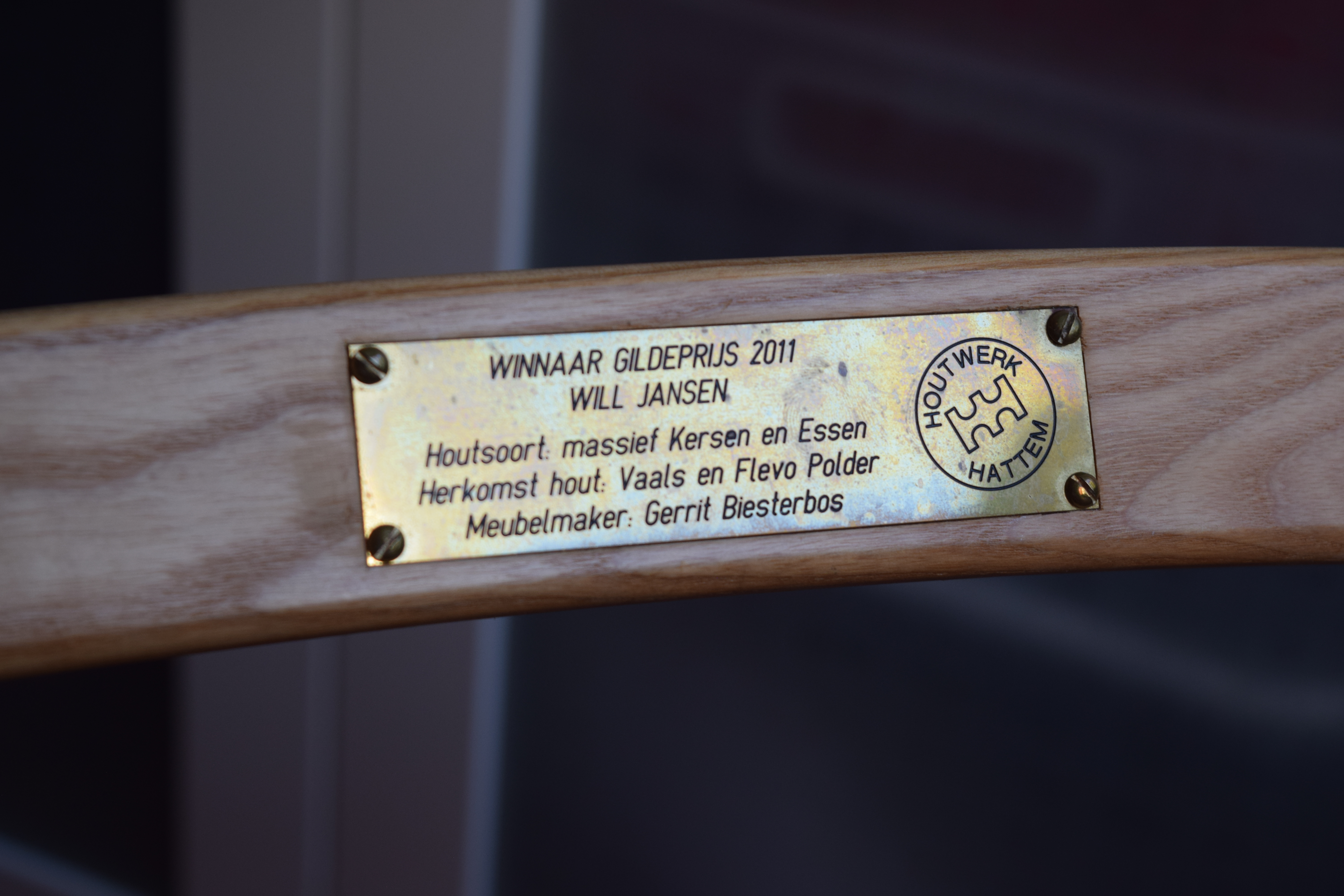
Een foto van het embleem van de Gildeprijs, zoals aangebracht op de prijs.

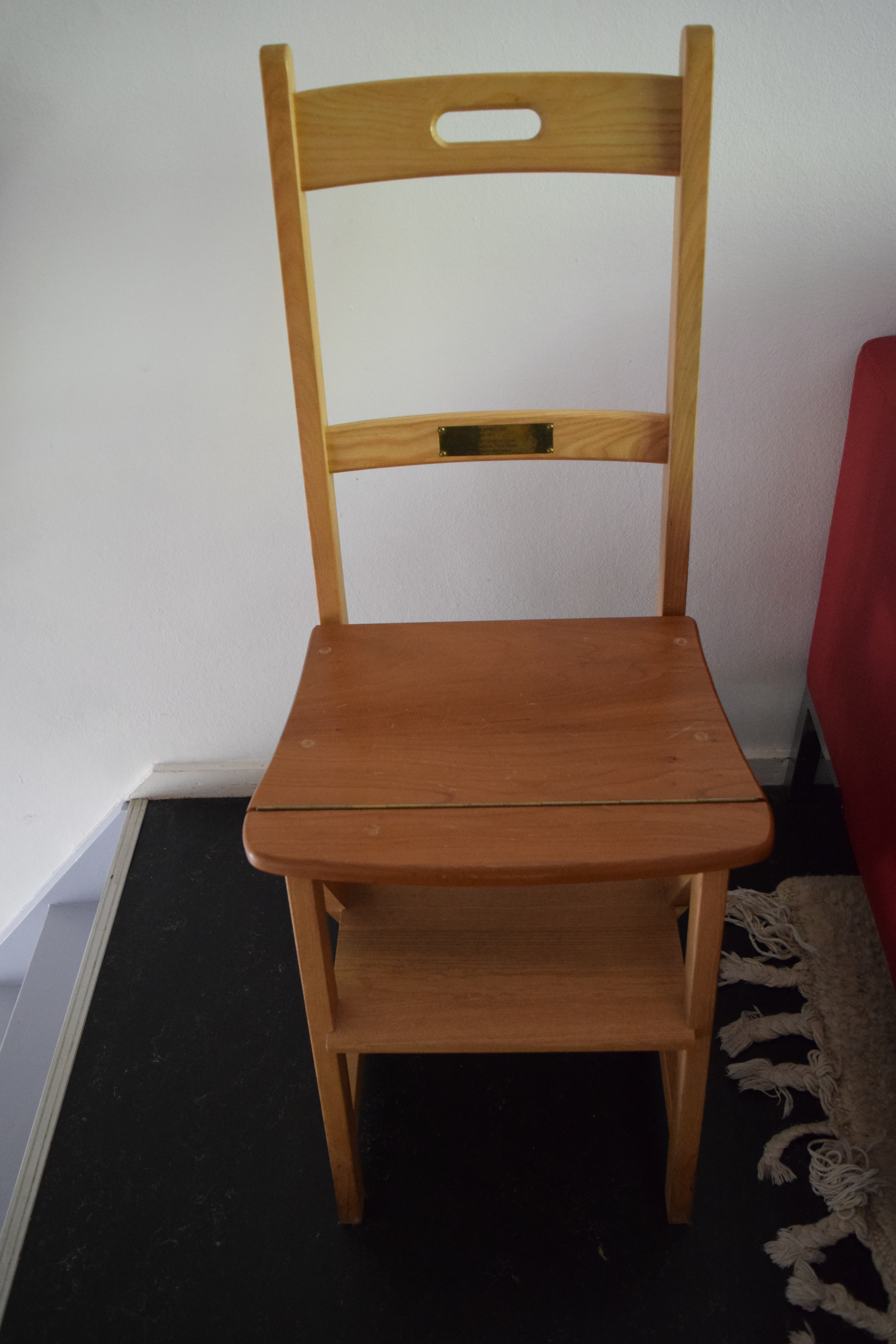
Gildeprijs 2011 award

- 2011 - Gildeprijs 2011